# Szlezwik-Holsztyn
Szlezwik-Holsztyn (niem. Schleswig-Holstein [ˈʃleːsvɪç ˈhɔlʃtaɪ̯n], dolnoniem. Sleswig-Holsteen, fryz. Slaswik-Holstiinj, duń. Slesvig-Holsten) – najbardziej na północ wysunięty kraj związkowy Niemiec. Stolicą jest Kilonia.

## Geografia

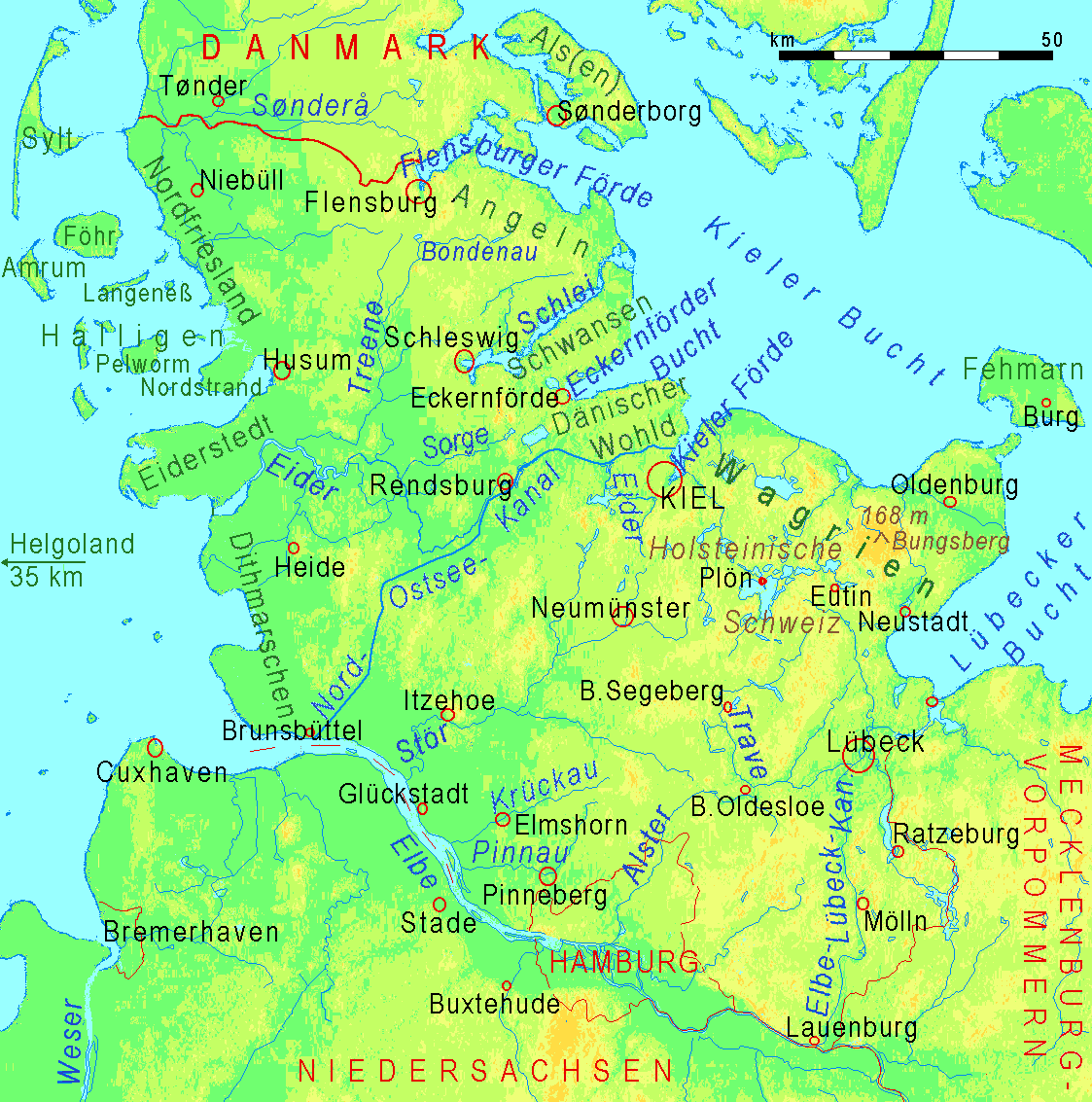
Mapa fizyczna regionu

Szlezwik-Holsztyn leży w południowej części Półwyspu Jutlandzkiego pomiędzy Morzem Północnym na zachodzie i Morzem Bałtyckim. Graniczy od północy z Danią, a od południa z landami Hamburg, Meklemburgia-Pomorze Przednie i Dolna Saksonia.
Zachodnia część to nizina praktycznie bez wzniesień z kilkunastoma wyspami przy wybrzeżu (Wyspy Północnofryzyjskie). Z kolei wschodnia część obfituje w zatoki, klify, jeziora polodowcowe i niewielkie wzniesienia z najwyższym Bungsberg (168 m n.p.m.). Jedyną wyspą na wschodzie regionu jest Fehmarn. Największą rzeką całego regionu jest Eider, a najważniejsza droga wodna to Kanał Kiloński.
Linia brzegowa tego landu stanowi 3,2% całej linii brzegowej Europy. W miasteczku Nortorf znajduje się geograficzny środek tego kraju związkowego. Szlezwik-Holsztyn składa się historycznie ze Szlezwika i Holsztynu. Granicę między obydwoma obszarami wyznaczają rzeki Eider i Levensau (nieco na północ od Kilonii). W przeszłości rzeki te wyznaczały północną granicę Świętego Cesarstwa Rzymskiego.

## Historia

### Wczesne średniowiecze

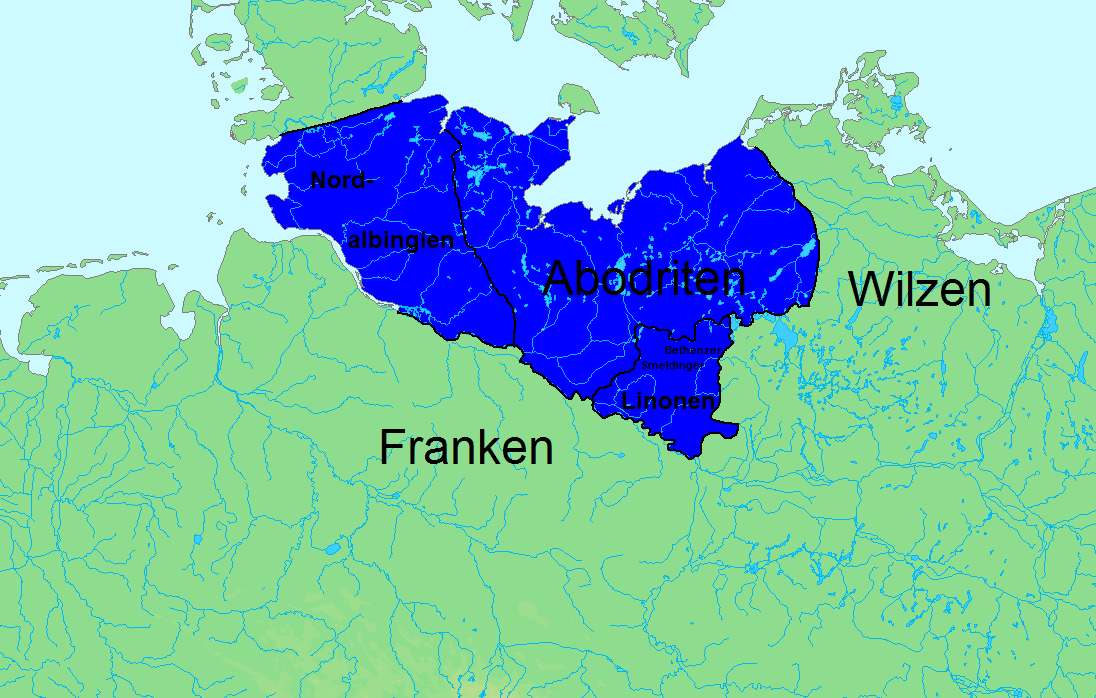
Państwo Obodrytów za panowania księcia Drożka

Wschodnią część regionu, zwaną Wagrią, zamieszkiwali Słowianie połabscy z plemienia Obodrzyców, jednakże na przełomie VIII/IX wieku książę Drożko zdołał rozszerzyć władztwo obodryckie do wybrzeża Morza Północnego. W Wagrii Słowianie stworzyli gęstą sieć grodów, wśród których były Starigard, Płonia i Liubice. W 798 miała tu miejsce bitwa nad Święcianą, w której Obodryci pod wodzą Drożka wspomagani przez Franków odnieśli zwycięstwo nad Sasami. Północną część regionu (późniejszy Szlezwik) zamieszkiwali Duńczycy. We wczesnym średniowieczu powstały tu duńskie umocnienia Danevirke. Istniało tu najstarsze miasto duńskie – Hedeby, położone na krańcu zatoki Schlei, wzmiankowane po raz pierwszy w 804. W 811 na rzece Eider ustabilizowała się południowa granica Danii, w południowej części powstało Hrabstwo Holsztynu, zależne od Imperium Karolińskiego. Wówczas także ustanowiono tu tzw. Limes Saxoniae, będący granicą między Sasami a Obodrzycami. Zamieszkujący te tereny Słowianie ostatecznie zostali podbici przez Sasów dopiero w XII wieku. Północno-zachodnią część regionu (Wyspy Północnofryzyjskie i Helgoland) zasiedlili w VIII w. Fryzowie przybyli z Królestwa Fryzji. Zamieszkują region do dziś.

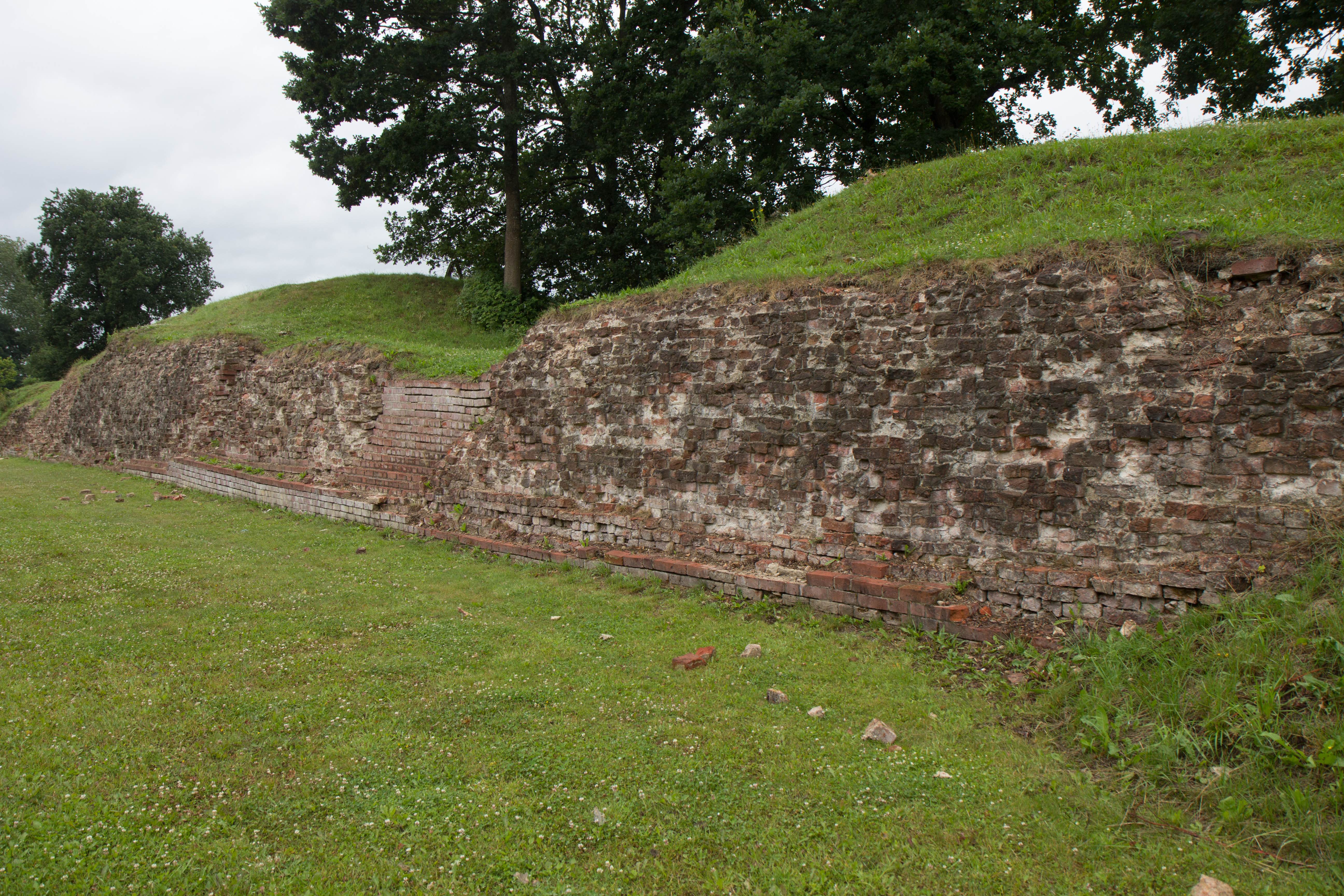
Wał Waldemara – duńskie umocnienia z XII w.

W 1050 Hedeby zostało zniszczone w wyniku najazdu norweskiego króla Haralda III Srogiego. Po najeździe Słowian w 1066 miasto upadło i zaczęło się wyludniać. Rolę głównego ośrodka w regionie przejęło powstałe na przeciwległym brzegu zatoki Schlei miasto Szlezwik, które zostało także stolicą powstałego w 1058 Księstwa Szlezwiku. Księstwo pozostawało lennem Danii, natomiast Hrabstwo Holsztynu, dawne terytorium plemienne północnego odłamu Sasów (m.in. Holsatów, stąd nazwa), znajdowało się w strefie wpływów świętego cesarstwa. Mimo upadku Hebedy, duńskie władztwo w regionie przetrwało. W XII w. król Danii Waldemar I Wielki nakazał wzmocnienie fortyfikacji Danevirke. Powstał wówczas tzw. Wał Waldemara. Hebedy współcześnie jest stanowiskiem archeologicznym. W pobliskim Busdorf utworzono muzeum miasta Hedeby. W jego zbiorach znajdują się m.in. duńskie kamienie runiczne z X w. (w tym Kamień Eryka), odnalezione w XVIII i XIX w.

### Pełne i późne średniowiecze oraz nowożytność

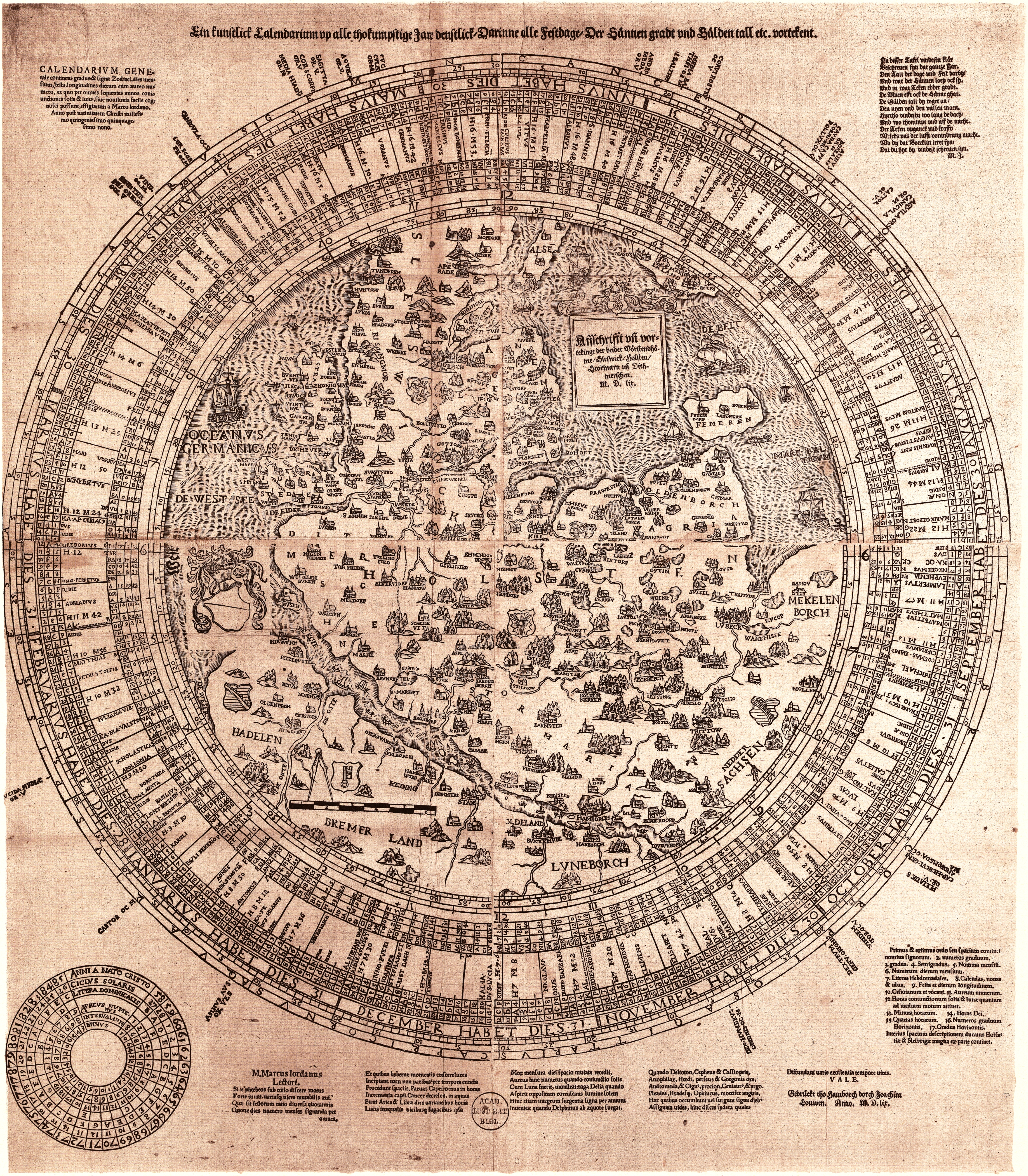
Mapa Szlezwika i Holsztynu z 1559

Na początku XII wieku Liubice zostały główną rezydencją księcia obodrzyckiego Henryka Gotszalkowica, lecz po 1138 straciły na znaczeniu. Ziemie obodrzyckie stopniowo zaczęli zajmować sąsiedzi. W 1143 w pobliżu Liubic powstało miasto Lubeka, założone przez hrabię holsztyńskiego Adolfa II. W 1158 przeszło ono pod panowanie Sasów, w 1192 powróciło do Holsztynu, a w 1201 po bitwie pod Stellau wraz z Holsztynem znalazło się we władaniu Danii. W 1226 Lubeka została wolnym miastem, a niedługo później od Danii oderwał się Holsztyn, który po 1261 dzielił się na mniejsze hrabstwa. W 1296 na dawnych ziemiach obodrzyckich powstało także Księstwo Saksonii-Lauenburga. W XIII–XIV wieku wskutek osłabienia politycznego Danii usamodzielniło się księstwo Szlezwiku i nawiązało bliższe stosunki z Holsztynem. W 1386 roku oba kraje zostały zjednoczone pod rządami hrabiów Holsztynu z dynastii Schauenburgów. W 1460 roku Szlezwik i Holsztyn po wygaśnięciu miejscowej linii książęcej przeszły we władanie dynastii Oldenburgów i zostały połączone unią personalną z Danią. W 1474 Holsztyn został podniesiony do rangi księstwa, od 1544 był podzielony pomiędzy różne gałęzie rodziny panującej, a w 1773 roku zjednoczony. W międzyczasie w 1705 Księstwo Saksonii-Lauenburga zostało związane unią personalną z Hanowerem, od 1714 znajdując się pod panowaniem królów brytyjskich.

### XIX–XX wiek

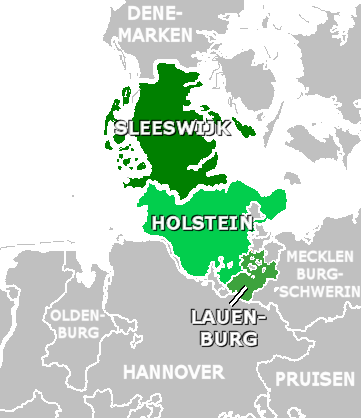
Szlezwik, Holsztyn i Lauenburg, będące pod panowaniem królów Danii, w 1848

W 1803 Francuzi zajęli Księstwo Saksonii-Lauenburga, a w 1806 Lubekę, które w 1811 Napoleon Bonaparte przyłączył do Francji i uczynił częścią departamentu Bouches-de-l’Elbe. Księstwo zostało odtworzone w 1813 i po epizodach władania hanowerskiego, pruskiego i szwedzkiego, znalazło się pod panowaniem Danii, dołączając tym samym do Szlezwika i Holsztynu. Z kolei Lubeka w 1815 odzyskała niepodległość.
Po wejściu Holsztynu do Związku Niemieckiego (1815) zaostrzyły się antagonizmy duńsko-niemieckie. W latach 1848–1852 Dania obroniła swe władztwo w Szlezwiku, Holsztynie i Lauenburgu przed ekspansją Prus w I wojnie o Szlezwik. Utraciła je po II wojnie o Szlezwik w 1864, w której przeciwko Danii wystąpiła także Austria. Szlezwik zajęły Prusy, a Holsztyn Austria. W 1865 Austria zrzekła się praw do Lauenburga na rzecz Prus po otrzymaniu rekompensaty finansowej. W 1866 roku wybuchła wojna austriacko-pruska, po której także Holsztyn wcielono do Prus. W 1871 cały region wraz z Lubeką wszedł w skład Niemiec. W 1890 do Niemiec włączono także wyspę Helgoland, która od 1807 należała do Wielkiej Brytanii, a wcześniej do Danii.

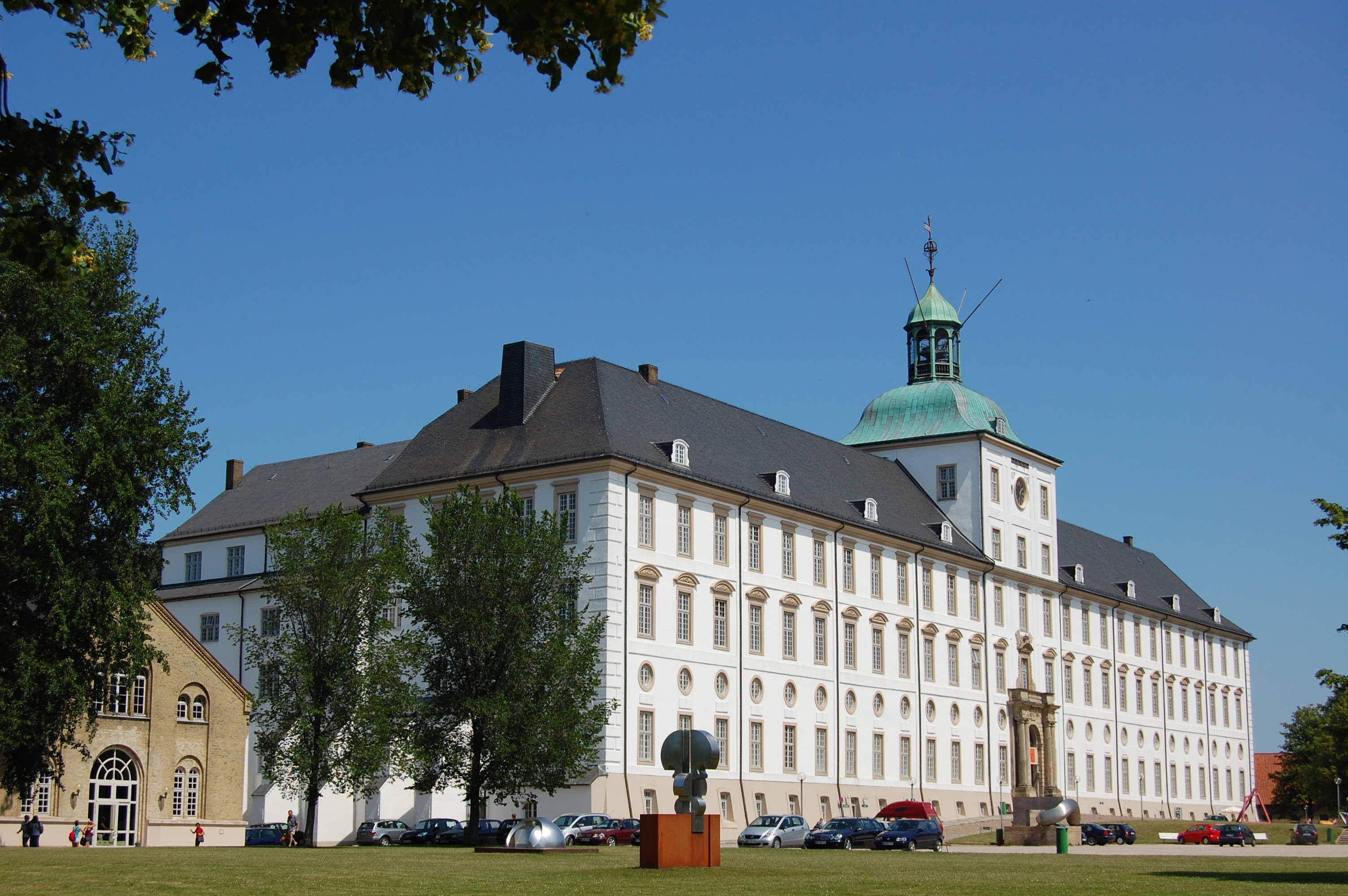
Zamek Gottorp w Szlezwiku

Przez setki lat z regionem Szlezwiku byli związani liczni królowie Danii. W zamku Gottorp w mieście Szlezwik urodzili się królowie Chrystian III Oldenburg i Chrystian IX. Katedra św. Piotra w Szlezwiku jest miejscem spoczynku Fryderyka I Oldenburga, a w przeszłości także Nielsa Starego i Abla, których szczątki następnie przeniesiono do zamku Gottorp. Wszyscy trzej królowie zmarli w regionie: Niels w mieście Szlezwik, Abel na półwyspie Eiderstedt, Fryderyk I w zamku Gottorp. W regionie zmarli także królowie Eryk IV Plovpenning (w Schlei), Chrystian VII Oldenburg (w Rendsburgu) i Fryderyk VII (w Glücksburgu). W Szlezwiku oraz w Holsztynie i Lauenburgu odbywały się śluby władców duńskich, m.in. Abla z Mechtyldą w 1237, Eryka Glippinga z Agnieszką w 1273 (oba w Szlezwiku), Fryderyka I z Zofią pomorską w 1518 (w Kilonii), Chrystiana III z Dorotą w 1525 (w Lauenburgu), Fryderyka III z Zofią Amelią w 1643 (w Glücksburgu), Fryderyka VI z Marią Zofią w 1790 (w Szlezwiku).

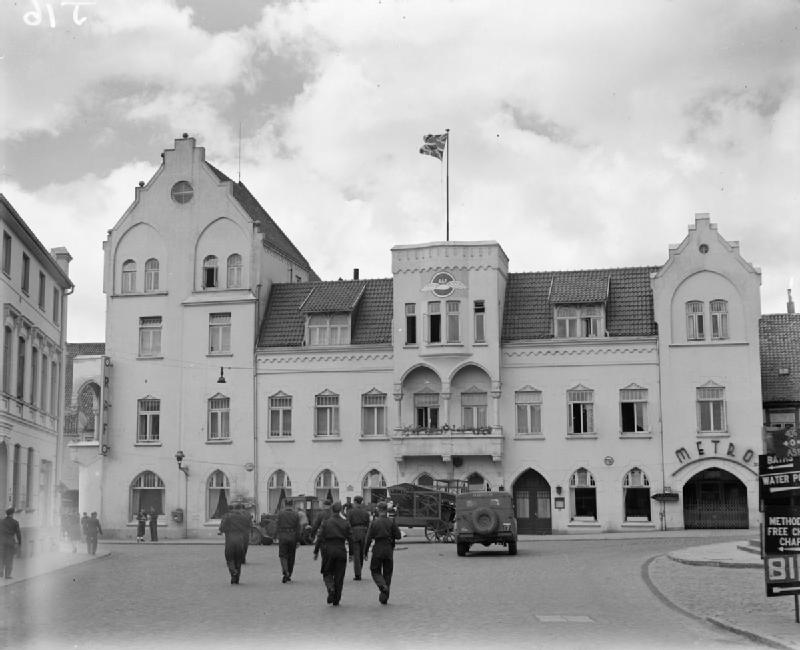
Brytyjscy żołnierze w Szlezwiku po II wojnie światowej

Pod panowaniem niemieckim granice prowincji zaczęły przybierać dzisiejszy kształt. Po scaleniu Szlezwika i Holsztynu w jedną prowincję przez Prusy w 1868, w 1876 wcielono do niej także Lauenburg. Kończący I wojnę światową traktat wersalski (1919) przewidywał referendum w sprawie podziału Szlezwiku między Danię i Niemcy. W 1920 roku przeprowadzono plebiscyt, w strefie północnej zdecydowana większość ludności opowiedziała się za powrotem do Danii, w strefie południowej – za pozostaniem przy Niemczech. Wówczas granica duńsko-niemiecka uzyskała obecny przebieg. W 1937 zlikwidowano odrębność administracyjną Lubeki, ją także przyłączając do prowincji Szlezwik-Holsztyn. Równocześnie na mocy ustawy z 1937 odłączono od prowincji i wcielono do Hamburga dotychczasowe holsztyńskie miasta Altona i Wandsbek.
Stąd Niemcy w czasie II wojny światowej zaatakowały Danię 9 kwietnia 1940. Wojska alianckie opanowały główne miasta Szlezwika-Holsztynu w maju 1945: 2 maja 1945 Lubekę, a 5 maja Kilonię. Po wojnie region stanowił część brytyjskiej strefy okupacyjnej. W sierpniu 1946 wojskowa administracja ogłosiła likwidację prowincji Szlezwik-Holsztyn i utworzenie w jej miejsce kraju związkowego o tej samej nazwie.
W 1987 roku Stare Miasto w Lubece zostało wpisane na listę światowego dziedzictwa UNESCO.

## Ludność

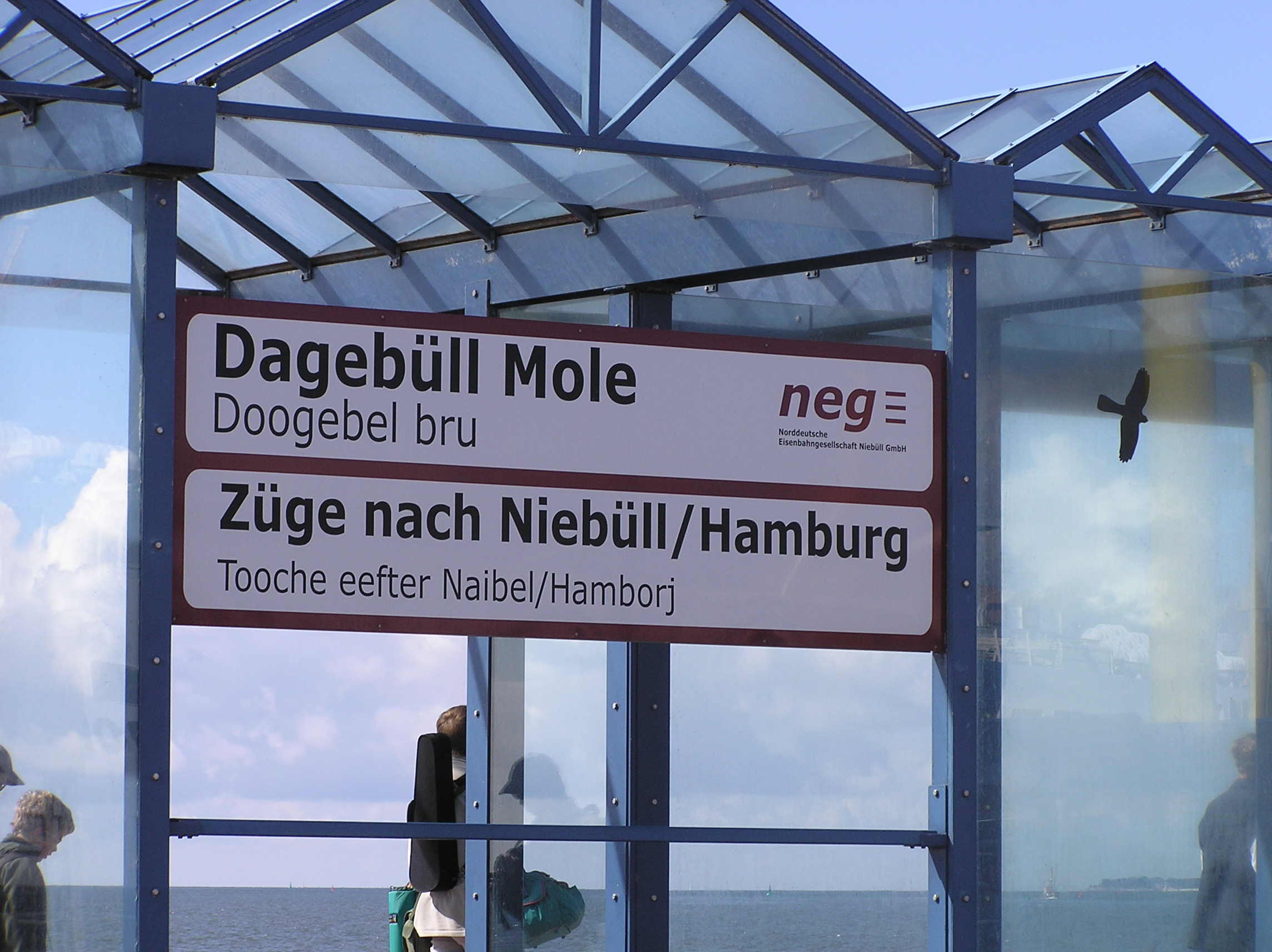
Dwujęzyczna (niemiecka i północnofryzyjska) tablica w Dagebüll

W Szlezwiku-Holsztynie żyje 2,95 mln mieszkańców. Średnia gęstość zaludnienia wynosi 179 mieszkańców na km².
W użyciu oprócz języka niemieckiego są języki dolnoniemiecki, duński i fryzyjski. Wskutek zaszłości historycznych (I wojna o Szlezwik, wojna duńska (1864)) i włączenia Szlezwika-Holsztynu do Niemiec żyje tu dziś mniejszość duńska (ok. 50 tys.), mniejszość fryzyjska liczy około 40 tys. Głównym ośrodkiem kulturalnym mniejszości duńskiej jest Flensburg. W mieście działa m.in. duńska biblioteka.

## Gospodarka
Region przemysłowo-rolniczy. Eksploatacja złóż ropy naftowej. Rozwinięty przemysł stoczniowy, maszynowy, chemiczny, włókienniczy i spożywczy. Uprawa żyta, pszenicy, jęczmienia, ziemniaków, buraków cukrowych, rzepaku i roślin pastewnych. Hodowla bydła i trzody chlewnej. Na wybrzeżach rybołówstwo. Ważną rolę odgrywa turystyka – liczne kąpieliska nadmorskie (wyspy: Sylt, Amrum, zatoki: Lubecka, Kilońska).

## Miasta

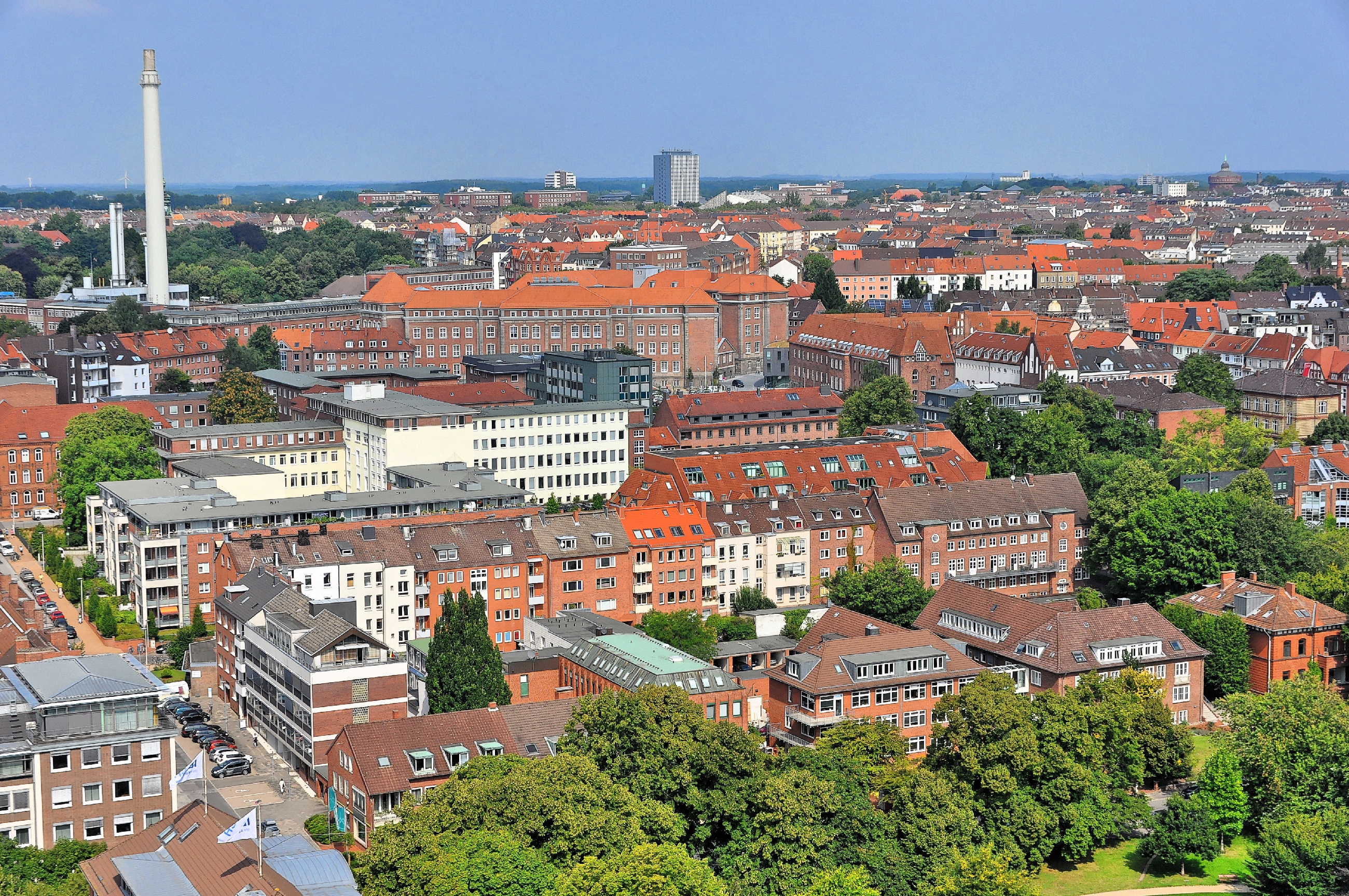
Kilonia

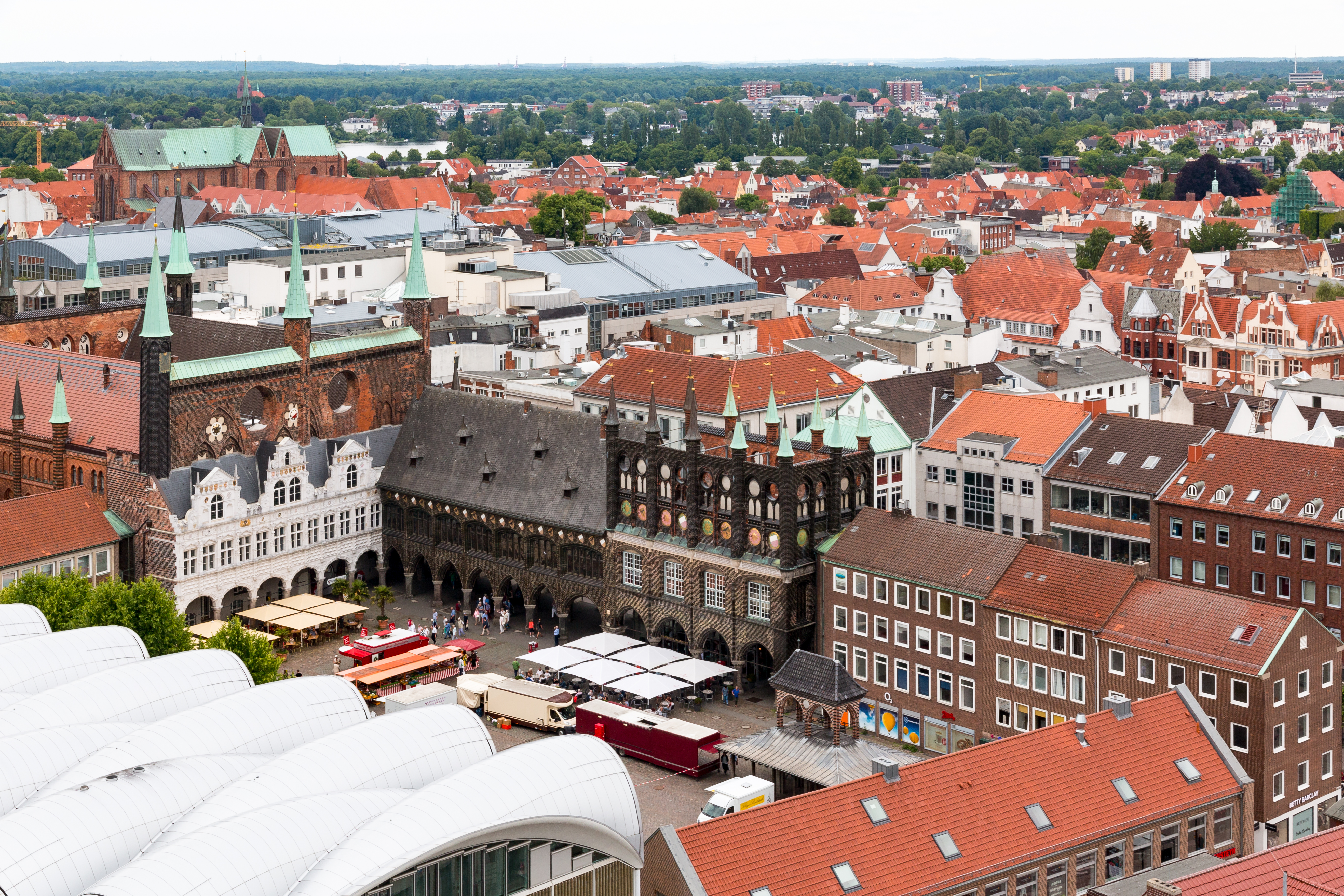
Lubeka

Największe miasta:
|     | Miasto      | Populacja (31 grudnia 2022) | Powiat                    | Region historyczny |
| --- | ----------- | --------------------------- | ------------------------- | ------------------ |
| 1.  | Kilonia     | 247 717                     | miasto na prawach powiatu | Holsztyn           |
| 2.  | Lubeka      | 218 095                     | miasto na prawach powiatu | Holsztyn           |
| 3.  | Flensburg   | 92 550                      | miasto na prawach powiatu | Szlezwik           |
| 4.  | Norderstedt | 81 880                      | Powiat Segeberg           | Holsztyn           |
| 5.  | Neumünster  | 79 502                      | miasto na prawach powiatu | Holsztyn           |
| 6.  | Elmshorn    | 50 772                      | Powiat Pinneberg          | Holsztyn           |
| 7.  | Pinneberg   | 44 279                      | Powiat Pinneberg          | Holsztyn           |
| 8.  | Wedel       | 34 538                      | Powiat Pinneberg          | Holsztyn           |
| 9.  | Ahrensburg  | 34 509                      | Powiat Stormarn           | Holsztyn           |
| 10. | Itzehoe     | 32 258                      | Powiat Steinburg          | Holsztyn           |

## Polityka

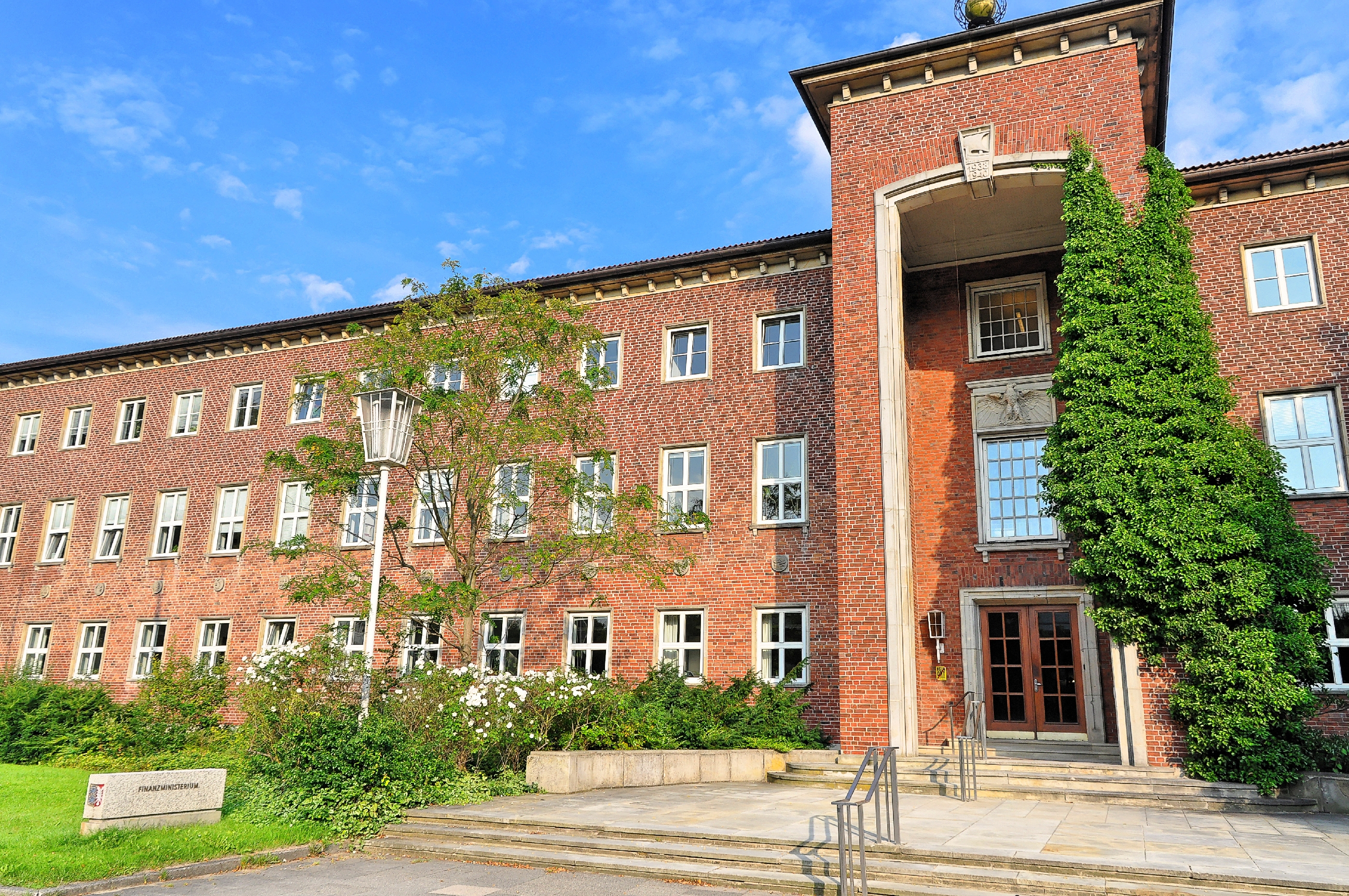
Landtag w Kilonii

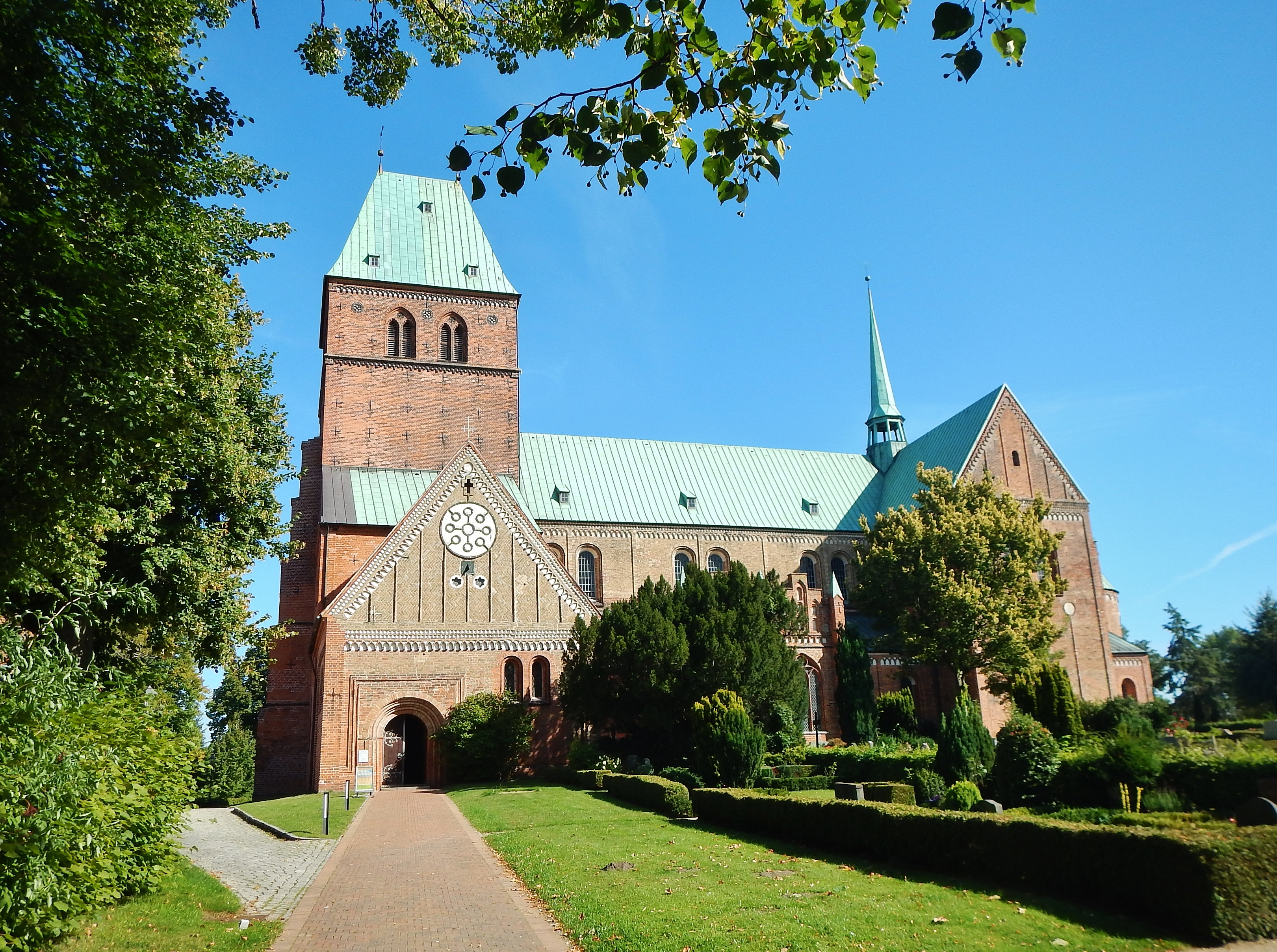
Katedra w Ratzeburgu

Koalicja rządząca: koalicja CDU/Grüne
Skład Landtagu:
- CDU – 34
- Grüne – 14
- SPD – 12
- FDP – 5
- SSW – 4

Ostatnie wybory: 8 maja 2022
Najbliższe wybory: 2027